# 張倫 (成化己丑進士)
張倫（1444年—1503年），字宗道，山東省登州府黃縣人，軍籍，治《書經》。

## 生平
八月初九日生，行二。由縣學生中式山東鄉試第十一名舉人，會試中式第一百九名。年二十六歲中式成化五年己丑科第三甲第一百六十二名進士。授户部主事，督通州粮储，晋本部郎中，督饷大同，轉武选司郎中，降谪河州同知，升衢州府同知，致仕归。

## 家族
曾祖張信；祖張弼；父張輝，知縣；前母劉氏；母申氏。具慶下，妻宋氏，兄偉（義官），弟佺；仁。